# Aleksandr Iwanowicz Tichonow
Aleksandr Iwanowicz Tichonow (ros. Александр Иванович Тихонов, ukr. Олександр Іванович Тихонов, ur. 11 września 1938 w Charkowie) – ukraiński naukowiec, doktor nauk farmaceutycznych, honorowy profesor Państwowego Uniwersytetu Farmacji w Charkowie, Akademik Ukrainskiej Akademii Nauk od 2006, Zasłużony Pracownik Naukowy Ukrainy (1990) oraz Laureat Nagrody Państwowej Ukrainy (2013).
Studiował na Uniwersytecie Farmacji w Charkowie, który ukończył w 1961. Pracę doktorską obronił w 1983.

## Wybrane publikacje Tichonowa
- Teoria I praktyka wytwarzania leczniczych preparatow propolisowych / Pod redakcja akademika A.I. Tichonowa Redaktor wydania polskiego prof. dr hab. Bogdan Kedzia / Tichonov A.I., Jarnych T.G., Czernych W.P., Zupaniec I.A., Tichonowa S.A. — Drukaznia «Marka». — Kraków. — 2005. — 274 s.
- Pylek kwiatowy obnoze pszczele w farmacji i medycynie. Teoria, technologia, zastosowanie lecznicze / Pod red. A.I. Tichonowa. Tichonow A.I., Sodzawiczny K., Tichonowa S.A., Jarnych T.G., Bondarczuk L.I., Kotenko A.M. — Kraków: Apipol-Pharma, 2008. — 274 s.
- Jad Pszczeli w farmacji i medycynie (Teoria, technologia, zastosowanie lecznicze) / Pod redakcja Akademika Ukrainskiej Akademii Nauk A.I. Tichonowa. Redakcja wydania polskiego: Krystian Sodzawiczny, Bogdan Kedzia. — Apipol-Farma. — Myślenice, 2011. — 240 s.